# De Pol (Groningen)

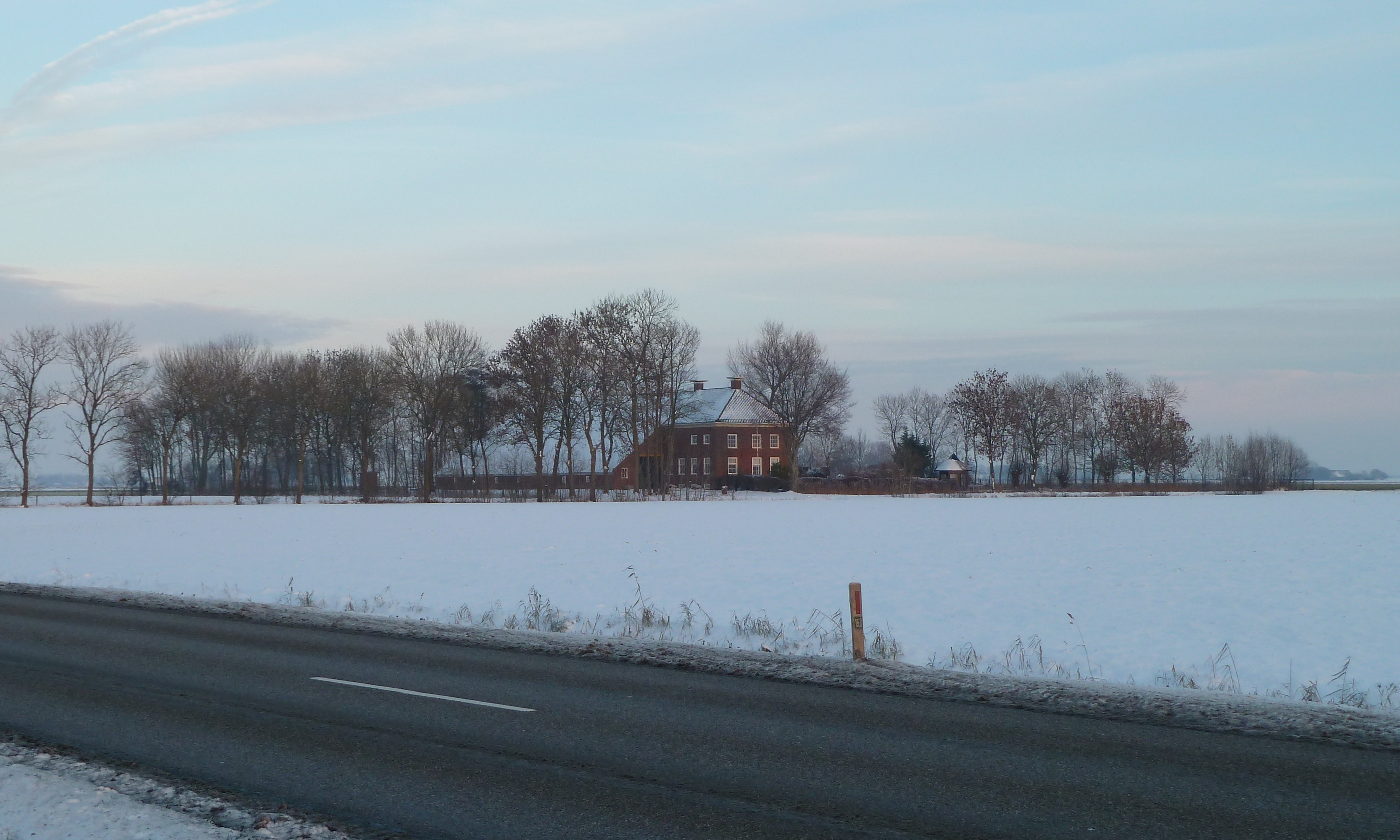
Boerderij met door windhaag omgeven plaats (winter)

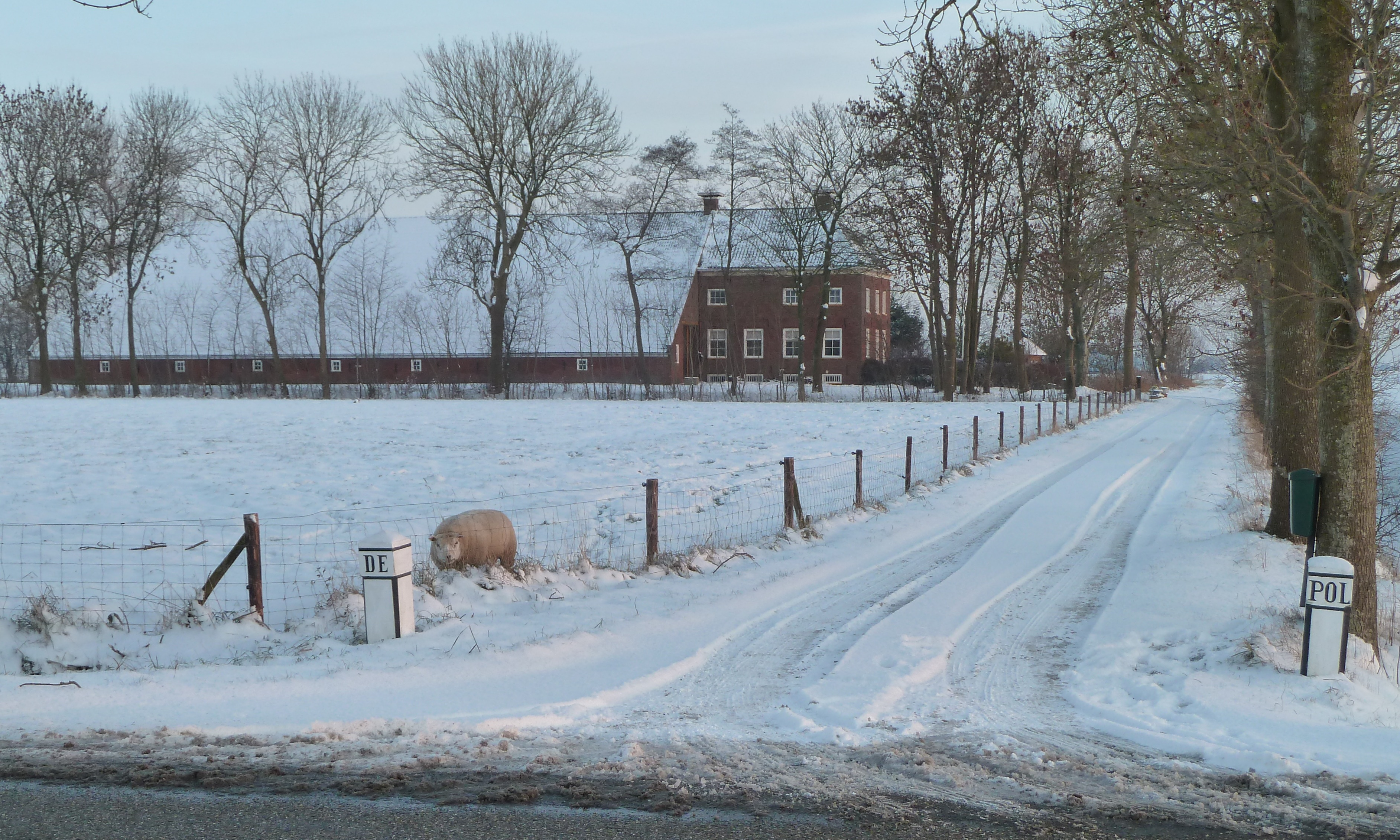
Ingang naar De Pol vanaf de weg

De Pol is een boerderij aan de Stadsweg 1 in de Oude Ruigezandsterpolder (iets ten noorden van de Waardsterpolder) tegenover de Lauwers (ter plaatse Munnekezijlsterried genoemd) bij Lauwerzijl in de Nederlandse provincie Groningen.
Toen de Oude Ruigezandsterpolder nog niet was bedijkt, lagen er kwelders, waarden (= laaggelegen land aan het water; de Lauwerzee in dit geval) genaamd, waarop op deze plek een plaats (vergelijk de naam Oude Plaats in de Ruigezand en de plaatsen in de Nieuwe Ruigezandsterpolder, vergelijkbaar met de Duitse halligen), een wierde op de waarden werd gelegd. Deze plaats heette oorspronkelijk Het Eyland. In 1713 kocht de stad Groningen, die reeds vanaf de 15e eeuw een deel van de Oude Ruigezandsterpolder in bezit had, de plaats om haar bezittingen rond de monding van het Reitdiep te vergroten, waarschijnlijk om zo haar toezicht op de monding te versterken en omdat gehoopt werd op deze wijze ooit de latere polder Nieuwe Ruigezandsterpolder in te kunnen polderen, waarop men aanspraak kon maken door het recht van opstrek vanaf De Pol. De plaats werd door de stad verpacht. Aanvankelijk stroomde de westelijke arm van de Kommerzijlsterried ten noorden van de plaats langs uit in het Munnekezijlsterried, maar in 1740 werd de Kommerzijlsterried afgedamd.
De plaats werd na de aankoop door de stad Stadspolle of kwelderplaats genoemd. De Stadspolle was omringd door zomerdijken (kadijken), grachten en een dubbele rij hoge bomen, waarbinnen een dichte singel van esdoorns werd gepoot. Binnen deze singel stond de boerderij met ten zuiden daarvan een hof voor de schapen (het 'kampke') met een drinkpoel (de 'kolk'). Bij storm of springtij konden de schapen hierheen worden gedreven om ze te redden van de verdrinkingsdood wanneer de omringende kwelders onderliepen. Dit bijeenbrengen was vaak een haastklus. De oprit wordt nog altijd de 'schapenree' genoemd. Volgens Jan Oldenhuis werd de boerderij echter pas in 1841 gebouwd; dus ver na de inpoldering van dit deel van de Oude Ruigezandsterpolder in 1757.
In 1873 werd begonnen met de aanleg van de dijk tussen de Nittershoek en de schans bij Zoutkamp, die voltooid werd in 1877 en waarmee de Nieuwe Ruigezandsterpolder was geboren. In de 20e eeuw verkocht de stad Groningen de boerderij.